# Свято-Михайловский собор (Лида)
Свя́то-Миха́йловский собо́р (ранее костёл Святого Ио́сифа) — храм, расположенный в Лиде, Беларусь, по ул. Советской, 20. Первоначально построенный на деньги императора Павла I как католический храм при монастыре пиаристов, собор стал православным в 1863 году после перестройки сгоревшего костёла. До перехода к католикам в 1919 году большую часть времени настоятелем был И. И. Коялович. После закрытия в 1957 году храм с 1960-х годов стал использоваться как планетарий вплоть до возвращения православным в 1996 году. Памятник архитектуры зрелого классицизма с использованием дорического ордера.

## История
Изначально являясь костёлом Святого Иосифа при монастыре пиаристов, храм возводился в 1797 (1794?) — 1825 (1820?) годах из кирпича. Пять тысяч рублей на строительство костёла пожертвовал император Павел I. Строение явилось развитием особой линии архитектуры костёлов, состоящей в строительстве центрических, ротондальных купольных храмов, которые условно отсылали к античности и Пантеону в Риме. В 1863 году костёл, сгоревший в 1842 году, был переделан в православную церковь Михаила Архангела.
В 1866—1919 годах настоятелем собора был уроженец Гродненской губернии Иосиф Иосифович Коялович, который к тому же долго нёс послушание благочинного и в трёх училищах преподавал Закон Божий.
По данным 1893 года, церковь, достаточная утварью и относившаяся к Лидскому благочинию, имела в распоряжении 65 десятин земли и мельницу с доходом в 600 рублей. 6,5 десятин земли отошли под железную дорогу, за что причту были выплачены деньги в сумме 1965 рублей, обращённых в процентные бумаги, и 723 рублей 78 копеек процентов, которые были разделены между членами причта. Положенный причт церкви, для двух членов которого имелись причтовые помещения, состоял из 1 священника, 1 диакона и 1 псаломщика. Жалования причту было назначено 1100 рублей, а также 229 рублей за отошедшие в казну имения и 15 рублей за аннуаты. Также казначейство отпускало 200 рублей для найма помещения, отопления и освещения. Дворов к церкви относилось 209. Прихожан мужского пола насчитывалось 845 человек, женского — 796.
На третий день Пасхи 1919 года вандалы, выкрикивая «Было ваше право, а теперь наше!», ворвались в храм во время богослужения и стали ломать иконостас и выбрасывать иконы. Священника И. И. Кояловича нашли мёртвым со следами побоев в церковном помещении на следующий день. В 1957 году храм, с 1919 года перешедший к католикам, был закрыт властями.
С 1960-х годов здание храма стало использоваться как планетарий, а кирпичные ворота снесли уже в 1971 году. Сохранились кирпичные одноэтажный корпус монастыря, закрытого в 1832 году, и одноярусная звонница, расположенные рядом с собором.
Православной церкви собор был возвращён в 1996 году. 21 ноября 2013 года архиепископом Новогрудским и Лидским Гурием (Апалько) была освящена памятная доска-барельеф с портретом И. Кояловича, первого настоятеля собора.
В настоящее время настоятелем собора является епископ Порфирий; ключарём — протоиерей Максим Цигель.

## Архитектура
Собор, относящийся к центрическим строениям, является памятником архитектуры зрелого классицизма с использованием дорического ордера. Перекрытием классического храма-ротонды служит полусферический купол с восьмигранным фонарём. В архитектурном плане дополнениями круглого объёма собора по оси восток-запад служат более низкие прямоугольные притвор с четырёхколонным портиком и двухэтажные сакристии. С севера и юга к объёму примыкают небольшие ризалиты. Завершением портика и ризалитов служат треугольные фронтоны. Для освещения в стенах собора были прорезаны высокие прямоугольные оконные проёмы. В декоре фасадов прослеживается дорический ордер.
Внутренний упрощённый антаблемент, опоясывающий стены, несут на себе восемь пар колонн дорического ордера, расположенных по периметру зала. Боковые входные порталы собора расположены по его поперечной оси. Для раскрашивания потолка использована техника гризайль с имитацией кессонов и розеток. Мемориальная плита, расположенная при входе в храм, украшена портретным медальоном и надписью.

## Комментарии
1. ↑  Иногда годом окончания строительства называется 1824 год. См.: Алісейчык У. В. Іосіфаўскі касцёл піяраў // Збор помнікаў гісторыі і культуры Беларусі. Гродзенская вобласць. — Минск: БелСЭ, 1986. — С. 231. — 371 с. — 7500 экз.; Слюнькова И. Н. Храмы и монастыри Беларуси XIX века в составе Российской империи. Пересоздание наследия. — М.: Прогресс-Традиция, 2009. — С. 593.
2. ↑  Иногда годами приспособления в церковь называются 1860—1863 годы. См.: Слюнькова И. Н. Храмы и монастыри Беларуси XIX века в составе Российской империи. Пересоздание наследия. — М.: Прогресс-Традиция, 2009. — С. 593.
3. ↑  Иногда указывается, что собор был возведён в том же году из кирпича в виде креста с кругом в центре на бюджетные средства рядом с остатками монастыря пиаров. См.: Собор Архистратига Михаила. Лидская епархия. Дата обращения: 21 мая 2015. Архивировано 22 мая 2015 года.; Лидскому кафедральному Свято-Михайловскому собору — 150 лет. Официальный портал Белорусской Православной Церкви. Дата обращения: 21 мая 2015. Архивировано 5 ноября 2021 года.
4. ↑  Иногда упоминается 1962 год. См.: Собор Архистратига Михаила. Лидская епархия. Дата обращения: 21 мая 2015. Архивировано 22 мая 2015 года.; Лидскому кафедральному Свято-Михайловскому собору — 150 лет. Официальный портал Белорусской Православной Церкви. Дата обращения: 21 мая 2015. Архивировано 5 ноября 2021 года.
5. ↑  Иногда упоминается как двухэтажный. См.: Гісторыя беларускага мастацтва / Рэдкал.: С. В. Марцэлеў (гал. рэд.) і інш.; Рэд. тома Л. М. Дробаў, П. А. Карнач. — Минск: Навука і тэхніка, 1989. — Т. 3: Канец XVIII — пач. XX ст.. — С. 29. — 448 с. — ISBN 5-343-00319-2.
6. ↑  Иногда упоминается в единственном числе. См.: Ярашэвіч А. А. Лі́дскі Іо́сіфаўскі касцёл пія́раў // Беларуская энцыклапедыя: У 18 т. Т. 9: Кулібін — Малаіта (бел.) / Рэдкал.: Г. П. Пашкоў і інш. — Мінск: БелЭн, 1999. — С. 250. — 10 000 экз. — ISBN 985-11-0155-9.; Ярашэвіч А. А. Лідскі Іосіфаўскі касцёл піяраў // Архітэктура Беларусі. — Минск: БелЭн, 1993. — С. 263—264. — 620 с. — ISBN 5-85700-078-5.
7. ↑  Имитация кессонированных сводов явилась результатом применения иллюзорной полихромной росписи, средства которой использовались для трактовки архитектурного декора, требовавшего объёмного разрешения. См.: Гісторыя беларускага мастацтва / Рэдкал.: С. В. Марцэлеў (гал. рэд.) і інш.; Рэд. тома Л. М. Дробаў, П. А. Карнач. — Минск: Навука і тэхніка, 1989. — Т. 3: Канец XVIII — пач. XX ст.. — С. 32. — 448 с. — ISBN 5-343-00319-2.

### На русском языке
- Извеков Н. Д. Статистическое описание православных приходов Литовской епархии. — Вильна: Типография И. Блюмовича, 1893. — С. 26.
- Слюнькова И. Н. Храмы и монастыри Беларуси XIX века в составе Российской империи. Пересоздание наследия. — М.: Прогресс-Традиция, 2009.

### На белорусском языке
- Алісейчык У. В. Іосіфаўскі касцёл піяраў // Збор помнікаў гісторыі і культуры Беларусі. Гродзенская вобласць. — Минск: БелСЭ, 1986. — С. 231—232. — 371 с. — 7500 экз.
- Гісторыя беларускага мастацтва / Рэдкал.: С. В. Марцэлеў (гал. рэд.) і інш.; Рэд. тома Л. М. Дробаў, П. А. Карнач. — Минск: Навука і тэхніка, 1989. — Т. 3: Канец XVIII — пач. XX ст.. — 448 с. — ISBN 5-343-00319-2.
- Кулагін А. М. Праваслаўныя храмы на Беларусі : энцыклапедычны даведнік. — Минск: БелЭн, 2001. — С. 114. — 328 с. — ISBN 985-11-0190-7.
- Ярашэвіч А. А. Лідскі Іосіфаўскі касцёл піяраў // Архітэктура Беларусі. — Минск: БелЭн, 1993. — С. 263—264. — 620 с. — ISBN 5-85700-078-5.
- Ярашэвіч А. А. Лі́дскі Іо́сіфаўскі касцёл пія́раў // Беларуская энцыклапедыя: У 18 т. Т. 9: Кулібін — Малаіта (бел.) / Рэдкал.: Г. П. Пашкоў і інш. — Мінск: БелЭн, 1999. — С. 250. — 10 000 экз. — ISBN 985-11-0155-9.